# Christine Finke
Christine Finke, geborene Ehler (* 22. Juni 1966 in Hamburg) ist eine deutsche Anglistin, Journalistin, Bloggerin und Kinderbuch-Autorin. Ihr Blog „Mama arbeitet“ machte sie deutschlandweit bekannt.

## Leben
Christine Finke wurde 1966 in Hamburg geboren und wuchs mit ihrer Familie in Kirchzarten bei Freiburg im Breisgau auf. Nach Abschluss ihrer Schulausbildung studierte sie Anglistik, Romanistik und Phonetik an den Universitäten Freiburg und Canterbury. Anschließend promovierte sie an der Humboldt-Universität zu Berlin und war als Journalistin tätig. Finke lebte in Lübeck und Hamburg, bevor sie 2002 nach Konstanz zog.
Von 2007 bis 2011 arbeitete sie als Redakteurin in einer Schweizer Tochterfirma des norwegischen Sandviks Kinderbuchverlags, für die sie eine Elternwebsite aufbaute. Seit der Trennung von ihrem Ehemann 2009 ist sie alleinerziehende Mutter dreier Kinder. Als sie 2011 arbeitslos wurde, war ihr jüngstes Kind zwei Jahre alt. Um nicht Hartz IV beantragen zu müssen, machte sie sich selbständig und arbeitet seitdem von zu Hause aus als Kinderbuchtexterin sowie als freie Journalistin für verschiedene Medien, darunter der Freitag, Brigitte MOM, Baby & Co und Die Zeit. In dieser Zeit begann sie zu bloggen.
Laut der Süddeutschen Zeitung gehört „Mama arbeitet“ zu den einflussreichsten Elternblogs in Deutschland mit einer Reichweite von mehr als 100.000 Visits monatlich. Die Themen sind Erziehung, Vereinbarkeit von Beruf und Familie und die besondere Situation von Alleinerziehenden, für die Finke ein Sprachrohr sein will. Ihr erster Beitrag galt Frauen, die bereuen, Mutter geworden zu sein; in anderen forderte sie die Abschaffung der Bundesjugendspiele und unter dem Hashtag #systemkrank sammelte sie auf Twitter Behördenprobleme von Alleinerziehenden. Männer- und Väterrechtler greifen sie im Netz immer wieder mit Hassattacken an. Als sie in einem Fall von schwerer Beleidigung Strafanzeige erstattete, wurde ihr Blog gehackt.
2016 veröffentlichte sie bei Bastei Lübbe ihr Buch „Allein, alleiner, alleinerziehend. Wie die Gesellschaft uns verrät und unsere Kinder im Stich lässt“, in dem sie analog zu ihrem Blog die Schwierigkeiten alleinerziehender Eltern in Deutschland beschreibt. Sie wurde von regionalen und nationalen Medien zum Thema Alleinerziehende und Kindergerechtigkeit interviewt und war 2017 als Bloggerin Gast in der Fernsehsendung Maybrit Illner.
Bei den Kommunalwahlen in Baden-Württemberg 2014 und 2019 wurde sie in den Gemeinderat von Konstanz gewählt, dort ist sie ehrenamtliche Gemeinderätin der Wählergemeinschaft Junges Forum Konstanz. Im Stadtrat setzt sie sich für Kinder- und Familienfreundlichkeit ein. 2020 wurde sie mit 14 weiteren Kommunalpolitikerinnen mit dem Helene-Weber-Preis ausgezeichnet.

## Werke
- Herausgegeben (unter dem Namen Christine Ehler) zusammen mit Ursula Schaefer: Verschriftung und Verschriftlichung. Aspekte des Medienwechsels in verschiedenen Kulturen und Epochen (Konferenzschrift), Gunter Narr Verlag, Tübingen 1998, ISBN 978-3-8233-5404-8
- Verschriftung und Verschriftlichung des Altenglischen. Eine methodisch-exemplarische Untersuchung (=Neue Studien zur Anglistik und Amerikanistik, Band. 76), Peter Lang Verlag, Frankfurt am Main 1999, ISBN 978-3-631-34281-7 (zugl. Dissertation  Humboldt-Universität 1998)
- Allein, alleiner, alleinerziehend. Wie die Gesellschaft uns verrät und unsere Kinder im Stich lässt, Lübbe-Verlag 2016, ISBN 3-7857-2559-0.
- Finanzplaner Alleinerziehende – Geld und Recht: Das steht Ihnen zu, Stiftung Warentest, April 2019, ISBN 978-3-7471-0048-6.

### Texte für Kinderbücher
- Sandmännchen. Gute-Nacht Geschichten, Friendz, 2015, ISBN 978-3-86318-271-7
- Glücksbärchis. Mein Adventskalenderbuch, Friendz, 2016, ISBN 978-3-86318-462-9
- Glücksbärchis. Gute-Nacht-Geschichten, Friendz, 2016, ISBN 978-3-86318-379-0
- Glücksbärchis. Minutengeschichten zum Lesen und Hören, Friendz, 2017, ISBN 978-3-86318-447-6